# 昌化県 (浙江省)
昌化県（しょうか-けん）は中国にかつて存在した県。
686年（垂拱2年）、杭州於潜県の一部に紫渓県を設置した。696年（万歳通天元年）、武隆県と改称されたが、同年に紫渓県と改称、別に県域の一部に武隆県（705年に唐山県と改称）が設置された。767年（大暦2年）、紫渓・唐山両県は於潜県に編入されたが、821年（長慶2年）に再び唐山県を設置、908年（開平2年）に金昌県、923年（同光元年）に唐山県、942年（天福7年）に横山県、数年後には呉昌県と頻繁に改称された。979年（太平興国4年）、呉昌県は昌化県と改称されている。
1960年8月、昌化県は臨安県に統合され、昌化県は行政区画名称としては消滅している。